# Santa-Lucia-di-Moriani
Santa-Lucia-di-Moriani es una comuna y población de Francia, en la región de Córcega, departamento de Alta Córcega.
Su población en el censo de 1999 era de 1.003 habitantes.

## Demografía
| 234 | 235 | 291 | 543 | 772 | 1 003 |
| Para los censos de 1962 a 1999 la población legal corresponde a la población sin duplicidades (Fuente: INSEE [Consultar]) |     |     |     |     |       |